# Marac
Marac ist eine französische Gemeinde mit 210 Einwohnern (Stand 1. Januar 2022) im Département Haute-Marne in der Region Grand Est. Sie gehört zum Arrondissement Langres und zum gleichnamigen Kanton Langres. 

## Geografie
Die Gemeinde Marac liegt an der Suize, 14 Kilometer nordwestlich von Langres. Sie ist umgeben von folgenden Nachbargemeinden:
|           | Leffonds                                    |            |
| Bugnières | Kompassrose, die auf Nachbargemeinden zeigt | Faverolles |
| Ternat    | Ormancey                                    | Beauchemin |

In Marac zweigt die Autoroute A31 von der Autoroute A5 ab.

## Bevölkerungsentwicklung
| Jahr                       | 1962 | 1968 | 1975 | 1982 | 1990 | 1999 | 2008 | 2018 |
| -------------------------- | ---- | ---- | ---- | ---- | ---- | ---- | ---- | ---- |
| Einwohner                  | 216  | 201  | 181  | 174  | 162  | 193  | 229  | 215  |
| Quellen: Cassini und INSEE |      |      |      |      |      |      |      |      |